# NGC 2922
NGC 2922 é uma galáxia irregular (Im) localizada na direcção da constelação de Leo Minor. Possui uma declinação de +37° 41' 41" e uma ascensão recta de 9 horas, 36 minutos e 52,6 segundos.
A galáxia NGC 2922 foi descoberta em 18 de Março de 1884 por Édouard Jean-Marie Stephan.